# Station Feuguerolles-Saint-André
Station Feuguerolles-Saint-André is een spoorwegstation in de Franse gemeente Feuguerolles-Bully. Het station is gesloten.